# 李虎
李 虎（り こ、? - 大統17年（551年））は、西魏の武将。字は文彬。代郡武川鎮（現在の内モンゴル自治区フフホト市武川県）の出身。父は李天錫、母は賈氏。子は李昞。孫は唐の高祖李淵。西魏の隴西郡公で、没後に成立した北周においては建国の功臣として唐国公が贈られた。

## 生涯
李虎の伝記については本来であれば、西魏もしくは北周の歴史書に記されるはずであるが、『北史』『周書』などの正史類にはその列伝は載せられていない。それは、西魏・北周期の正史が編纂されたのが唐代に入ってからであり、李虎は追尊皇帝にされていたことから臣下の伝記を記す列伝が作成されなかったのである。これは『三国志』に晋朝皇帝の祖である司馬懿の伝記がないのと同じ理由である。その一方で、唐代を扱った『旧唐書』・『新唐書』には、司馬懿などの司馬氏の先祖を本紀に記した『晋書』と異なり、唐の宗室の先祖の本紀は作成されなかった。このため、李虎に関しては『冊府元亀』『資治通鑑』『西魏書』などの後代史書を参照するしかない。その一方で、これらの書における李虎の記事は、唐代に皇祖である彼を顕彰するために作成された史料を元にしたと考えられており、その評価には慎重が期される。
529年に北海王元顥が南朝梁の支援を受けて洛陽に攻め込んで爾朱兆・賀抜勝がこれを打ち破った際に、賀抜岳（賀抜勝の弟）の傘下として活躍し、続いて万俟醜奴討伐でも功績を挙げて、寧朔将軍・屯騎校尉から東雍州刺史・衛将軍（もしくは武衛将軍・左右衛将軍）に進み、武川鎮軍閥を率いた賀抜岳の腹心となった。ところが、534年に賀抜岳が暗殺されると、李虎は武川鎮軍閥の崩壊を防ぐべく荊州の賀抜勝の元に救いを求めるが、勝はこれに応じず、その間に宇文泰（北周の建国者）が軍閥を掌握して、孝武帝を長安に迎え入れた（西魏の成立）ため、李虎もこれに従い、驍騎大将軍に任じられた（『資治通鑑』）。その後、霊州刺史の曹泥の反乱を鎮圧するが、実際には趙貴指揮下の将としての出陣であったと見られる。その後も537年に宇文泰と東魏の高歓の間で行われた沙苑の戦いに従軍し、翌538年に入り長安に帰還したところ、趙青雀の乱の反乱軍が長安に突入し、太尉王盟や僕射周恵達とともに皇太子（後の廃帝）を連れて一時長安を脱出している。その他にも各地の反乱鎮圧や異民族からの防衛に活躍した結果、開府儀同三司となり、さらに隴西郡公に任ぜられた。
548年には右軍大都督・少師に任ぜられた。『冊府元亀』や『西魏書』では、この時太尉・柱国大将軍に任ぜられたとある。当時、西魏の柱国大将軍は8名いて「八柱国」と称されていたが、『周書』では宇文泰に次ぐ第2位、『通典』（巻34・職官16勲官条）では宇文泰・元欣に次ぐ第3位、『資治通鑑』では宇文泰・元欣・李弼に次ぐ第4位とされている。ところが、前島佳孝の説によれば、この548年という年は宇文泰の主導によって北周で行われることになる『周礼』に基づいた官制の前提になる官制改革が行われた年であった。この時、李虎が任じられたとされる太尉などの三公をはじめとして前漢以来の官制が廃止され、『周礼』に基づく六卿が設置された。しかも543年に李弼が太尉に任じられて更迭されることなく官制改革を迎えたとみられており、李虎が太尉に任じられたとするのは史実ではないとする。また、八柱国のうち事実上の最高権力者の宇文泰を含む6名がそのまま六卿に任じられているにもかかわらず、李虎と侯莫陳崇だけが六卿から外されている。李虎は少保、侯莫陳崇は少傅であることから、李虎の地位は六卿の下・侯莫陳崇の上、すなわち第7位であったとみられ、また、第6位（六卿のうちもっとも下）である于謹と第8位の侯莫陳崇がともに549年に柱国大将軍になったとみられるため、実際には第7位であった李虎の柱国大将軍就任も同じく549年であったと推定される。こうした史料操作は、李虎が追尊皇帝とされた唐の時代に編纂されているため、皇祖である彼を人後（李弼・独孤信・趙貴らよりも下位）に置くわけにはいかないという政治的配慮があったとみられている。
551年5月に死去（『資治通鑑』）。ただし、死去の年次については、554年とする説がある（『西魏書』）がある他、死去日を9月18日とする記録（『唐六典』巻4・尚書礼部・祠部郎中・道観条注）もある。死後に隴西襄公の諡を贈られた。北周成立後の564年9月に建国の功臣として改めて唐国公が追贈されるとともに、ただちに後継者である李昞への継承が認められている。
李淵が唐を建てた後、李虎は皇帝として追尊され、廟号を太祖、諡号を景帝とされた。

## 家族

### 妻
- 梁氏

### 男子
追贈の爵位
1. 南陽郡公 李延伯
2. 譙王 李真
3. 世祖 李昞
4. 畢王 李璋（李道宗の祖父）
5. 雍王 李絵（李道玄の祖父）
6. 郇王 李禕（李叔良の父）
7. 蔡王 李蔚（李琛・李孝恭・李瑊・李瓌・李瑗の祖父）
8. 鄭王 李亮（李神通・李神符の父）

### 女子
- 信都郡大長公主（北周の驃騎将軍・敷城郡太守の張暠（張誼の子）の妻）